# Quand tu t'en iras
Singles de Mireille Mathieu
Celui que j'aime (chanson)
(1966) Nous on s'aimera
(1967)
Quand tu t'en iras est une chanson de 1967 interprétée par Mireille Mathieu. Cette chanson se trouve sur son cinquième 45 tours.